# Sphrageidus xanthocampa
Sphrageidus xanthocampa är en fjärilsart som beskrevs av Dyar 1905. Sphrageidus xanthocampa ingår i släktet Sphrageidus och familjen tofsspinnare. Inga underarter finns listade i Catalogue of Life.